# Elvar Ásgeirsson
Elvar Ásgeirsson (Reykjavik, 4 de septiembre de 1994) es un jugador de balonmano islandés que juega de central en el Ribe-Esbjerg HH. Es internacional con la selección de balonmano de Islandia.

## Clubes
| Club                           | País      | Año         |
| ------------------------------ | --------- | ----------- |
| UMF Afturelding                | Islandia  | 2012 - 2019 |
| TVB Stuttgart 1898             | Alemania  | 2019 - 2021 |
| Grand Nancy Métropole Handball | Francia   | 2021 - 2022 |
| Ribe-Esbjerg HH                | Dinamarca | 2022 - Act. |